# ハンス・ハテブール
ハンス・ハテブール（Hans Hateboer, 1994年1月9日 - ）は、オランダ・ベールタ出身のサッカー選手。スタッド・レンヌ所属。オランダ代表。ポジションはDFとMF。主に右サイドを主戦場としている。

## 経歴

### クラブ
2014年にFCフローニンゲンでデビューし、2014-15シーズンにはクラブ史上初となるKNVBカップ獲得に貢献した。
2017年1月、アタランタBCへ加入した。加入後は右ウイングバックとしてチームの主要メンバーとなった。
2018-19シーズンはDFながら5ゴールを決め、チーム初のUEFAチャンピオンズリーグ出場権獲得に貢献、2019-20シーズン、チャンピオンズリーグ、ラウンド16バレンシア戦の1stレグでは先制点を含む2ゴールを決め勝利をもたらした。
2024年8月6日、スタッド・レンヌに2年契約で移籍した。

## 所属クラブ
- FCフローニンゲン 2014-2017
- アタランタBC 2017-2024
- スタッド・レンヌ 2024-

## タイトル

### クラブ
フローニンゲン
- KNVBカップ : 2014-15

アタランタ
- UEFAヨーロッパリーグ : 2023-24